# Cung điện Hoàng gia Abomey
Cung điện hoàng gia ở Abomey bao gồm 12 cung điện trải rộng trên một diện tịch 40 hécta (99 mẫu Anh) tại trung tâm của thị trấn Abomey, Bénin. Nơi đây từng là thủ đô của vương quốc Dahomey hùng mạnh ở Tây Phi, tồn tại từ thế kỷ 17 đến cuối thế kỷ 19. Vương quốc được thành lập vào năm 1625 bởi những người Fon, để rồi phát triển nó trở thành một đế quốc quân sự và thương mại hùng mạnh, thống trị hoạt động thương mại buôn bán nô lệ với châu Âu trên khu vực Bờ biển Nô lệ (Slave Coast) cho đến cuối thế kỷ 19. Những người bị họ bán chủ yếu là tù nhân chiến tranh. Thời kỳ đỉnh cao, cung điện có thể chứa tới 8.000 người. Cung điện nhà vua bao gồm một tòa nhà hai tầng được gọi là "nhà vỏ ốc" hoặc akuehue. Trong 12 đời vua cai trị vương quốc từ 1625 đến 1900, Dahomey trở thành một trong những vương quốc hùng mạnh ở khu vực bờ biển phía tây của châu Phi.
UNESCO đã đưa quần thể cung điện hoàng gia ở Abomey vào danh sách Di sản thế giới vào năm 1985. Nhưng cùng với đó, di sản này cũng nằm trong Danh sách di sản thế giới bị đe dọa từ năm 1985, sau khi xảy ra một trận lốc xoáy vào ngày 15 tháng 3 năm 1984 khiến bảo tàng và hàng rào hoàng gia, phòng Assins, lăng mộ của vua Guezo Portico và phòng Jewel bị hư hỏng nghiêm trọng. Tuy nhiên, với sự hỗ trợ của các tổ chức quốc tế, công việc sửa chữa và phục hồi đã hoàn thành. Dựa trên các công trình sửa chữa được thực hiện và báo cáo mới nhận được về những thay đổi ở Abomey, UNESCO đã quyết định đưa di sản này ra khỏi danh sách di sản thế giới bị đe dọa vào tháng 7 năm 2007.
Ngày nay, cung điện không còn được sử dụng để ở nhưng cung điện của vua Glélé và vua Ghézo đã được sử dụng để làm nhà Bảo tàng Lịch sử Abomey để cung cấp thông tin về lịch sử của vương quốc, biểu hiện khát vọng độc lập và sự chiến đấu chống lại chiếm đóng của thực dân.

## Lịch sử

Tượng Behanzin ở Abomey

Các cung điện sang trọng được xây dựng bởi 12 vị vua của vương quốc nằm tại 4 địa điểm ở Abomey trong khoảng thời gian giữa năm 1695 đến 1900. Nó có chức năng như là trung tâm văn hóa truyền thống của cả vương quốc. Houegbadja là người đầu tiên tiến hành xây dựng cung điện cũng được coi là người thành lập thành phố.
Theo dân gian, con cháu của hoàng gia đã xây dựng 12 cung điện hoàng gia ở Abomey là những thế hệ con cháu của công chúa Aligbonon của Tado với con báo đen. Vương quốc của họ tồn tại ở phần phía nam của Cộng hòa Benin tại Abomey ngày nay. Tuy nhiên, lịch sử ghi nhận là vào thế kỷ 17 về trong số những con cháu của họ là Do-Aklin và Dakodonou. Houegbadja (1645-1685) được coi là người thành lập vương quốc trên cao nguyên Abomey và thiết lập các khuôn khổ pháp lý, vai trò chính trị, các quy tắc.. cho vương quốc.
Vua Agaja (1718-1740) đánh bại vương quốc Allada vào năm 1724 Whydah vào năm 1727. Điều này dẫn đến việc sát hại những tù nhân. Nhiều trong số những tù nhân trở thành nô lệ bị đem bán ở Ouidah, sau đó được gọi là Gléwé. Những cuộc chiến tranh đánh dấu sự khởi đầu của sự thống trị hoạt động buôn bán nô lệ của Dahomey (hoạt động diễn ra với những người châu Âu thông qua cảng Whydah).
Trong thế kỷ 19, khi phong trào chống nô lệ nổi lên ở Đảo Anh, vua Guézo (1818-1858) đề xướng phát triển nông nghiệp trong nước, khiến vương quốc có kinh tế càng thịnh vượng hơn, nhiều hoạt động xuất khẩu các sản phẩm nông nghiệp như ngô và dầu cọ đã được thực hiện.
Trong khoảng thời gian 1892-1894, Pháp đã xâm lược Dahomey. Ban đầu, Dahomey đã thắng nhiều trận chiến với việc rất nhiều chỉ huy của quân đội Pháp bị tiêu diệt. Tuy nhiên, Dahomey cuối cùng cũng bị khuất phục trước lực lượng hùng mạnh của quân đội Pháp và trở thành thuộc địa. Vua Béhanzin được coi là vị vua cuối cùng thời kỳ độc lập của Dahomey sau khi bại trận trước quân đội Pháp đã đốt Abomey. Ông sau đó đã bị trục xuất và đày đến Martinique. Người kế nhiệm ông Agoli-agbo cũng là vị vua cuối cùng của Dahomey chỉ có thể cai trị vương quốc cho đến khi bị trục xuất đến Gabon vào năm 1900. Năm 1960, khi Benin ngày nay giành được độc lập từ Pháp, quốc gia ban đầu mang tên là Dahomey.
Lịch sử của vương quốc được ghi lại để lưu truyền lại cho các thế hệ sau thông qua các kiến trúc điêu khắc nhiều màu cùng với những tác phẩm điêu khắc đắp đất.

## Kiến trúc

### Tổng quát
Thị trấn nơi cung điện được xây dựng bao quanh bởi một bức tường bùn có chu vi ước tính khoảng 6 dặm (9,7 km) với sáu cổng, được ngăn cách bởi một con hào sâu 5 foot (1,5 m), bên dưới là dày đặc gai keo. Đây là cách bố trí phòng thủ thông thường của các thành lũy ở Tây Phi. Bên trong bức tường là hai ngôi làng cách nhau bởi một cánh đồng, một số cung điện hoàng gia, chợ và một doanh trại lớn hình vuông. Độ dày bình quân của bức tường là 1,5 foot (0,46 m) giúp duy trì nhiệt độ mát mẻ bên trong các phòng của cung điện.
Mỗi cung điện có một thiết kế riêng biệt phù hợp với ý tưởng bất chợt của mỗi vị vua. Có hai sân chung của các cung điện là Kpododji và Jalalahènnou. Ajalala là một tòa nhà độc đáo với nhiều khe mở nằm ở sân chung thứ hai. Các bức tường được trang trí bởi những hình ảnh phù điêu. Các cung điện của vua Glèlè và Guézo, sống sót sau trận hỏa hoạn năm 1894 do Béhanzin gây ra, đã được khôi phục và trở thành nhà bảo tàng. Các cấu trúc nổi, sàn nhà và móng đều sử dụng nguyên liệu là đất. Các cấu trúc gỗ sử dụng cọ, tre, gỗ gụ và cả gỗ của cây Iroko. Mái nhà được lợp bằng rơm và những tấm kim loại.

### Phù điêu
Các phù điêu nổi có chức năng như là một cuốn sổ ghi chép (trong trường hợp không có văn bản) để ghi lại những sự kiện quan trọng về tiến trình lịch sử của người Fon và vương quốc của họ. Những sự kiện được nhắc đến liên quan đến những chiến thắng, sức mạnh của mỗi vị vua và tài liệu của những người Fon về những câu chuyện thần thoại, truyền thống và cả nghi lễ tôn giáo. Vào năm 1892, thách thức việc bị Pháp chiếm đóng, vua Béhanzin (1889-1894) đã ra lệnh là phải thiêu hủy cả thành phố và cung điện. Những cung điện và di tích sống sót sau sự kiện đó đã được khôi phục.
Các bức phù điêu nổi được khảm vào tường và cột. Chúng được làm từ đất đồi trộn với dầu cọ và được nhuộm màu từ thực vật và khoáng chất tự nhiên. Các tác phẩm này là một trong những điểm nổi bật và ấn tượng nhất của cung điện hiện được trưng bày trong bảo tàng và được thay thế bởi các bản sao.
Nhiều hiện vật được trưng bày trong bảo tàng là một phần của nghi lễ tôn giáo được tiến hành bởi các vị vua trong quá khứ, và ngay cả các hoàng gia của Dahomey ngày nay sử dụng.

## Bảo tồn
Để ghi nhận những giá trị độc đáo, UNESCO đã công nhận Cung điện hoàng gia ở Abomey là Di sản thế giới vào năm 1885, theo tiêu chuẩn (iv). Di sản bao gồm hai khu vực cụ thể, các cung điện tạo thành khu vực trung tâm và khu vực cung điện Akaba nằm ở phía bắc-tây bắc. Cả hai khu vực được bảo vệ một phần bởi bức tường đất trát trộn. UNESCO đã ghi, từ năm 1625 đến 1900, 12 vị vua kế tiếp nhau trong giai đoạn đầu của vương quốc hùng mạnh ở Abomey (ngoại trừ Akaba), họ từng có cung điện riêng được xây dựng bên trong bức tường đất trộn, phù hợp với truyền thống về việc sử dụng không gian và vật liệu. Các cung điện là lời nhắc nhở về một vương quốc đã từng tồn tại. Năm 2007, nhờ những nỗ lực trong việc phục hồi và sửa chữa, quần thể cung điện đã được đưa ra khỏi danh sách di sản bị đe dọa.
Ngày nay, Bảo tàng Lịch sử Abomey được đặt tại một tòa nhà được xây dựng trên diện tích 5 mẫu Anh (2,0 ha), được thành lập vào năm 1943 bởi chính quyền thuộc địa Pháp. Nó bao phủ toàn bộ các cung điện trên diện tích 40 hécta (99 mẫu Anh), đặc biệt là hai cung điện của vua Guézo và Vua Glèlè. Bảo tàng có 1050 hiện vật, hầu hết thuộc về các vị vua cai trị Dahomey. Bảo tàng cũng là nơi diễn ra nhiều cuộc triểm lãm có quy mô, đại diện đầy đủ về nền văn hóa của vương quốc Dahomey bao gồm trống truyền thống, tranh nghi lễ và cả chiến tranh giữa Pháp và Dahomey.
Công tác bảo tồn trên quy mô rộng lớn các tòa nhà và bộ sưu tập được thực hiện từ năm 1992. Một số chương trình hợp tác như Chương trình Hợp tác PREMA-Abomey của Ý hay PREMA ICCROM của Viện Bảo tồn Getty (Hoa Kỳ) và Thụy Điển.
Các phù điêu trang trí cũng được khôi phục nhờ những nỗ lực đặc biệt của Viện Bảo tồn Getty và Cục Di sản Văn hóa Benin từ năm 1993, với tổng số 50 trên 56 bức phù điêu đã được hoàn thành.
Tháng 8 năm 2007, Benin đã thông qua đạo luật số 2007-20 về bảo vệ di sản văn hóa và thiên nhiên. Năm 2006, thành phố Abomey ra sắc lệnh về quy chế quy hoạch đô thị, trong đó đảm bảo một hành lang an toàn để bảo vệ các địa điểm di sản. Cung điện hoàng gia Abomey cũng có một không gian thiêng liêng được tôn kính bởi các gia đình hoàng gia và người dân. Việc tổ chức các nghi lễ, nghi thức tôn giáo cũng là một biện pháp giúp bảo tồn giá trị di sản.

## Thiệt hại
Ngày 21 tháng 1 năm 2009, nhiều tòa nhà của cung điện hoàng gia bị phá hủy trong một trận cháy rừng. Mặc dù chưa rõ nguyên nhân của sự việc nhưng ngọn lửa nhanh chóng lan rộng nhờ gió Harmattan khiến mái rơm bị thiêu rụi cùng một số kết cấu của các tòa nhà xung quanh bị ảnh hưởng. Lăng mộ của vua Agonglo và lăng mộ vua Ghezo cùng vợ đã bị phá hủy sau đám cháy.
Các nhà chức trách ban bố tình trạng khẩn cấp cùng với các kế hoạch, biện pháp hành động nhằm khôi phục những tòa nhà đổ nát. Những kế hoạch bao gồm cả việc làm khô các cấu trúc còn lại sau khi dùng nước dập lửa. Công trình sau đó đã được phục hồi nhờ sự giúp đỡ của các tổ chức quốc tế như là một lời kêu gọi sự giúp đỡ của các nhà chức trách Benin và Trung tâm Di sản thế giới.

## Hình ảnh

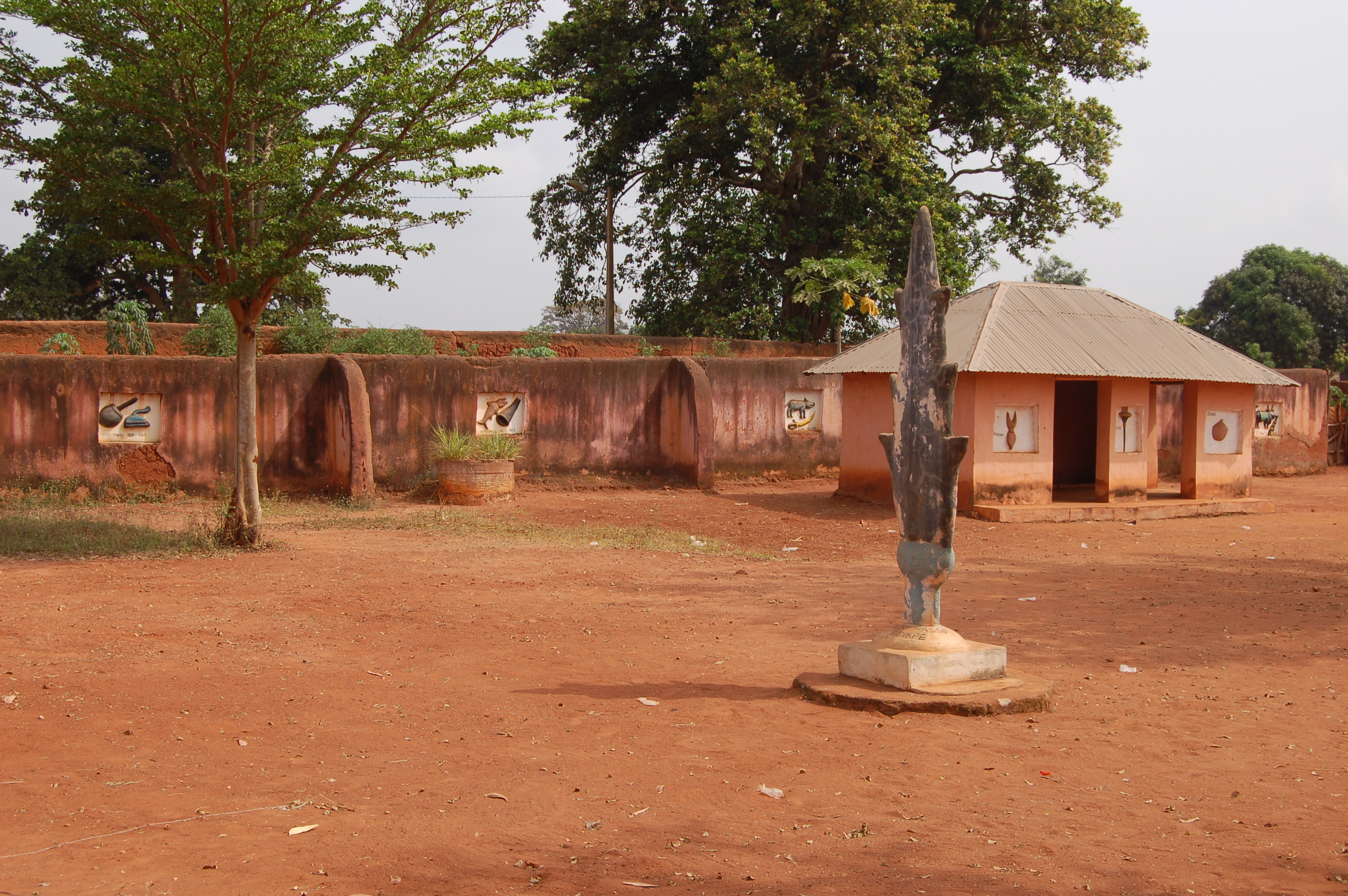
Các cấu trúc của cung điện Ahomey
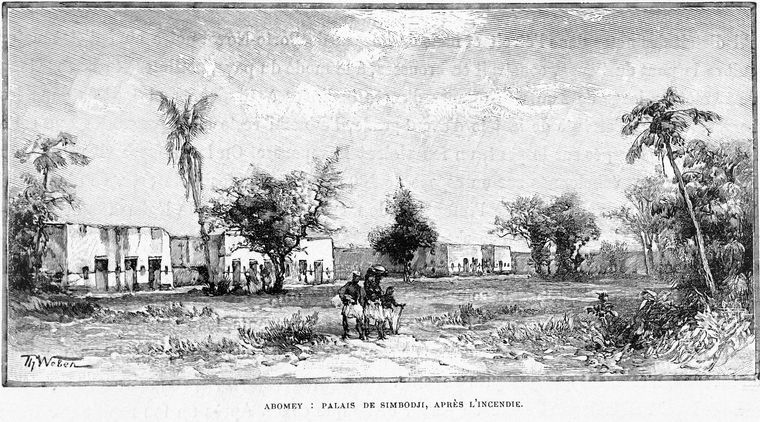
Cung điện Simbodji Palace sau trận lửa (1895)
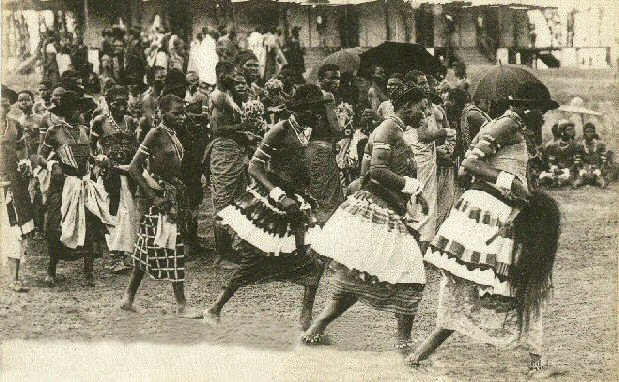
Vũ điệu của những người phụ nữ Fon trong buổi lễ kỷ niệm
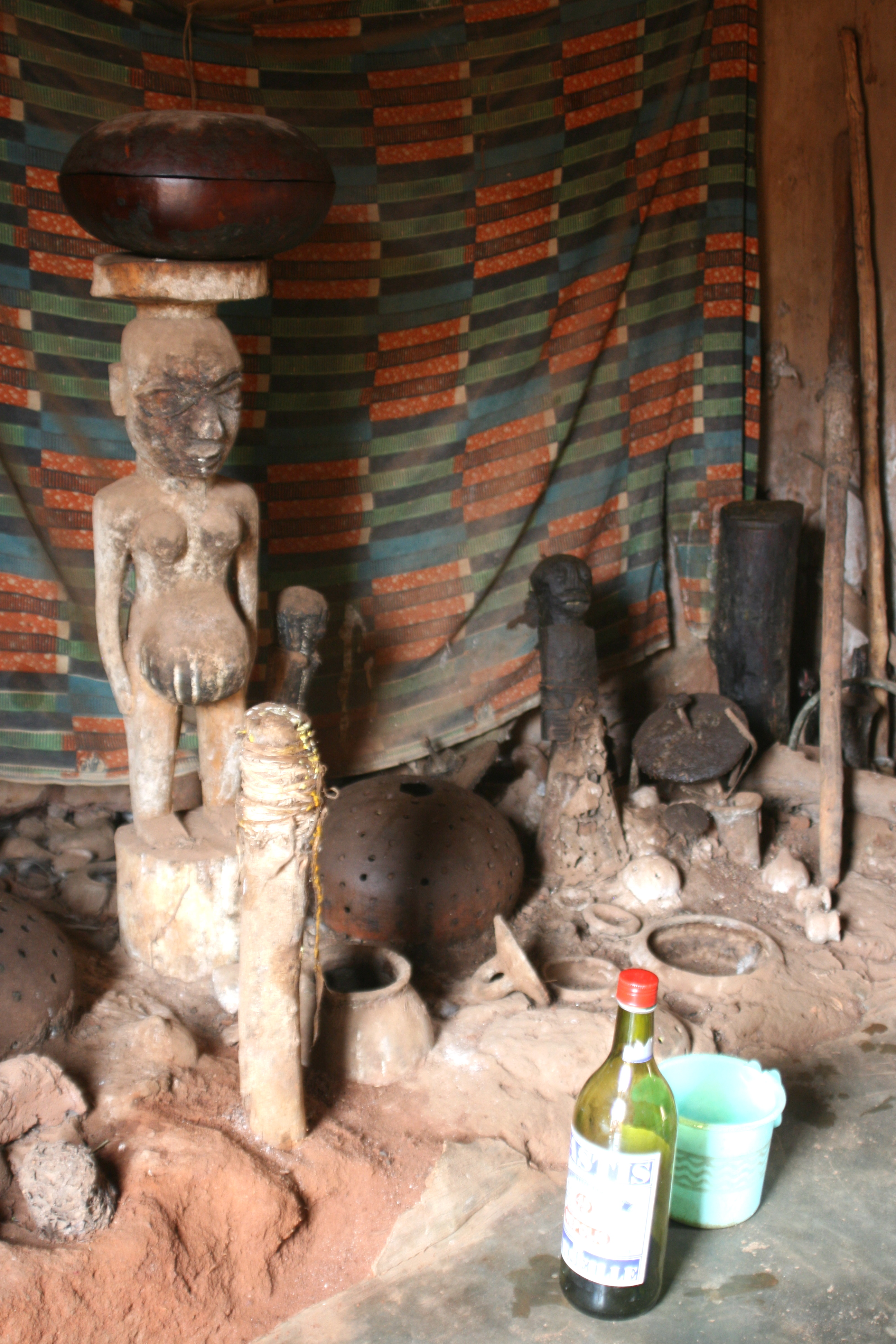
Voodoo-Altar ở Abomey, Benin.